# Gregory Springer
Gregory Thomas Springer (* 13. Februar 1961 in Woodland Hills, Los Angeles) ist ein ehemaliger Ruderer aus den Vereinigten Staaten, der 1984 Olympiazweiter im Vierer mit Steuermann war.

## Sportliche Karriere
Der 1,95 m große Gregory Springer begann mit dem Rudersport am College der University of California, Irvine. 1983 graduierte er dort in Physik. Bereits 1981 gewann er mit dem Achter die Silbermedaille beim Match des Seniors, dem Vorläuferwettbewerb der U23-Weltmeisterschaften. Bei den Panamerikanischen Spielen 1983 gewann er den Titel im Vierer mit Steuermann.
Bei den Olympischen Spielen 1984 in Los Angeles erreichten Thomas Kiefer, Gregory Springer, Michael Bach, Edward Ives und Steuermann John Stillings im Vorlauf das Ziel als Zweite hinter den Briten und im Hoffnungslauf als Zweite hinter den Neuseeländern. Im Finale siegten die Briten mit anderthalb Sekunden Vorsprung vor den Amerikanern, die ihrerseits über drei Sekunden Vorsprung auf die drittplatzierten Neuseeländer hatten. Bei den Weltmeisterschaften 1985 in Hazewinkel belegte Springer den fünften Platz im gesteuerten Vierer. Im Jahr darauf trat er bei den Weltmeisterschaften 1986 in Nottingham im Einer an und belegte den neunten Platz. 1988 war Springer als Ersatzmann für die Olympiamannschaft nominiert. Vier Jahre später startete er bei den Olympischen Spielen 1992 zusammen mit Jon Smith im Doppelzweier, die beiden belegten den neunten Platz.
Springer wurde später Rancher in Süd-Texas. 